# Carpoapseudes simplicirostris
Carpoapseudes simplicirostris är en kräftdjursart som först beskrevs av Norman och Stebbing 1886.  Carpoapseudes simplicirostris ingår i släktet Carpoapseudes och familjen Apseudidae. Inga underarter finns listade i Catalogue of Life.